# جنگ اشباح
جنگ اشباح: تاریخ مخفی سیا، افغانستان و بن‌لادن از حمله شوروی تا ۱۰ سپتامبر ۲۰۰۱ کتابی است نوشته استیو کول که در سال ۲۰۰۴ منتشر شد.
این کتاب گزارش کاملی از فعالیت آژانس اطلاعات مرکزی آمریکا در افغانستان از زمان حمله شوروی تا پس از حملات ۱۱ سپتامبر را ارائه می‌دهد.